# The Crimson Challenge
The Crimson Challenge er en amerikansk stumfilm fra 1922 af Paul Powell.

## Medvirkende
- Dorothy Dalton som Tharon Last
- Jack Mower som Billy
- Will Walling som Jim Last
- Howard Ralston som Clive
- Clarence Burton som Black Bart
- George Field som Wylackie